# Koseč
Koseč (italijansko Cossis) je naselje v Občini Kobarid.
Koseč (629 n.m.v.) je naselje v Posočju, ki leži 1 km od Drežnice v občini Kobarid. Vas je razdeljena na 3 dele: Orehovlje, Vas in Podbrdo. Leži pod goro Krn (2245 n.m.v.), ki je najvišja v Krnskem pogorju. Skozi vas potekajo mnoge pohodniške poti, med njimi tudi Alpe Adria Trail in Pot Miru, hkrati je vas izhodišče za okoljske vrhove.
Pod vasjo leži cerkev Sv. Justa, ki je eden najstarejših sakralnih objektov v Posočju, prva omemba sega v 14. stoletje. Cerkev je iz lahnjaka in leta 2023, so pod spomeniško zaščito prenovili streho. Cerkvena notranjost je poslikana s freskami, ki izvirajo iz druge polovice 15. stoletja. Na njih opažamo svetopisemske prizore. V cerkvi se nahaja manjši oltar s kipcem svetega Justa. V času 1. svetovne vojne, je služila kot manjši hlev za konje. 
Ob njej je pot, ki vodi skozi Koseška korita, ki jih je vrezal potok Brsnik. Krožna pot je dolga okrog 2 km in traja približno dve uri. Skozi korita tečejo mnogi slapovi, ob poteh pa se nahajajo tudi energijske točke.